# Magisch (Lied)
Magisch ist ein Lied des deutschen Rappers Olexesh, in Kooperation mit dem deutschen Sänger Edin, das im Jahr 2018 als Singleauskopplung aus seinem Mixtape Radioaktiv veröffentlicht wurde.

## Entstehung
Die Komposition entstand durch die Zusammenarbeit von Phil Ratey (PzY) und Edin. Der Liedtext wurde von Olexesh und Edin verfasst, die Produktion erfolgte unter der Leitung von dem Produzenten PzY.

## Inhalt
Inhaltlich behandelt der Song die Liebe zu einer geheimnisvollen Fremden. Die Beziehung zwischen den beiden ist jedoch heimlich, was an der unterschiedlichen Herkunft der beiden liegen könnte („Sie verbieten den Kontakt zwischen Ghetto und Stadt“). In einigen Teilen von Asien, wo auch das Musikvideo gedreht wurde, werden solche Beziehungen nicht gerne gesehen.
Das Tempo beträgt 98 Schläge pro Minute. Die Tonart ist c-Moll.
Aufgebaut ist das Lied aus einem Intro, zwei Parts, zwei verschiedenen Hooks mit jeweiliger Pre-Hook und einem Outro. Das Lied beginnt zunächst mit dem Intro, das aus vier Zeilen besteht. Nach dem Intro folgt die Hook, die sich aus acht Zeilen zusammensetzt und durch die vierzeilige Pre-Hook eingeleitet wird. An die Hook schließt sich der erste Part an, der aus zehn Zeilen besteht. Darauf folgt die Pre-Hook, die aus vier Zeilen besteht und die eigentliche Hook einleitet. Der gleiche Vorgang wiederholt sich mit dem zweiten Part, jedoch folgt darauf eine zweite Hook mit entsprechender Pre-Hook, welche ausschließlich von Olexesh gerappt wird. An die zweite Hook schließt sich die zweite Pre-Hook an, gefolgt von der ersten Pre-Hook, die von Edin gesungen wird. Das Lied endet mit der ersten Hook und dem Outro, das aus den Worten „Du verzauberst mich, Baby“ besteht.

## Musikvideo
Das Musikvideo wurde am 18. Februar 2018 auf YouTube veröffentlicht und mehr als 105 Millionen Mal aufgerufen. Gedreht wurde es in Hongkong.

## Rezeption

### Charts und Chartplatzierungen
Magisch konnte sich am 23. Februar 2018 auf Rang 23 der deutschen Singlecharts platzieren, bevor es am 9. März die Spitzenposition erreichte. Darüber hinaus belegte die Single sieben Wochen die Chartspitze der deutschsprachigen Singlecharts. Der Song verblieb für 33 Wochen in den deutschen Charts, elf Wochen davon in den Top 10 und eine an der Chartspitze. In Österreich konnte sich die Single auf Rang 13 und in der Schweiz auf Rang 47 platzieren. 2018 platzierte sich die Single auf Rang elf der deutschen und auf Rang 68 der österreichischen Single-Jahrescharts.
Für Olexesh avancierte Magisch zum sechsten Charthit in Deutschland sowie je zum zweiten nach Löwenzahn (2015) in Österreich und der Schweiz. Es ist sein erster Top-10- und Nummer-eins-Hit in Deutschland. Edin erreichte erstmals die Singlecharts in allen drei Ländern.
| ChartsChartplatzierungen | Höchstplatzierung | Wochen |
| ------------------------ | ----------------- | ------ |
| Deutschland (GfK)        | 1 (33 Wo.)        | 33     |
| Österreich (Ö3)          | 13 (18 Wo.)       | 18     |
| Schweiz (IFPI)           | 47 (17 Wo.)       | 17     |

| ChartsJahrescharts (2018) | Platzierung |
| ------------------------- | ----------- |
| Deutschland (GfK)         | 11          |
| Österreich (Ö3)           | 68          |

Auf der Streamingplattform Spotify erreichte Magisch mehr als 100 Millionen Aufrufe (Stand: Oktober 2022).

### Auszeichnungen für Musikverkäufe
Magisch wurde 2020 in Deutschland mit einer Platin-Schallplatte für über 400.000 verkaufte Einheiten ausgezeichnet, damit zählt es zu den meistverkauften Rapsongs in Deutschland.
| Land/Region        | Auszeichnungen für Musikverkäufe (Land/Region, Auszeichnung, Verkäufe) | Verkäufe |
| ------------------ | ---------------------------------------------------------------------- | -------- |
| Deutschland (BVMI) | Platin                                                                 | 400.000  |
| Insgesamt          | 1× Platin ·                                                            | 400.000  |